# آرامگاه امامزاده هفت تن
بقعه امامزاده هفت تن مربوط به دوره سلجوقیان تا دوره صفوی است و در رامهرمز، میدان ارشاد، خیابان طالقانی، بعد از چهارراه واقع شده و این اثر در تاریخ ۲۳ شهریور ۱۳۸۲ با شمارهٔ ثبت ۹۹۵۴ به‌عنوان یکی از آثار ملی ایران به ثبت رسیده است.